# National Scala
National Scala hed oprindelig Etablissement National og var en varieté, der lå i København lige over for Tivolis hovedindgang. Senere blev grunden brugt til varehuset Anva og derefter Scala. National Scala var i flere årtier en institution i det københavnske forlystelsesliv.
National blev opført som forlystelsestempel med tesalon, restaurant og koncertsal af Hans Hansen, kaldet Hellig-Hansen, og åbnede for publikum første gang 15. januar 1882. Bygningen var tegnet af H.V. Brinkopff. Det ældre hus Concert du Boulevard blev inkorporeret i det nye Scala. Som en del af åbningsfestlighederne kunne man for første gang i København opleve elektrisk lys. Der var bl.a. 73 glødepærer i huset samt et spotlight på toppen af det ene af de to hjørnetårne som lyste ned på gaden, hvilket aldrig var set før. Allerede i 1883 måtte Brinkopff i sving med at tegne en ekstra koncertsal, som det gamle Concert du Boulevard-hus måtte vige for. Den nye sal fik en cirkelrund grundplan modsat den gamle, der var firkantet, og blev indviet 13. oktober 1883. Komplekset blev et billede på tidsånden, hvor formuer blev skabt på hastigt opførte huse, og hvor stuk og dekoration skjulte en mere triviel virkelighed.
Herman Bang skrev i en anmeldelse i Nationaltidende: "Det gamle National var ødselt, og den hensynsløse Rigdom betog Een, men Salene var for smalle og det var, som om Væggene skulde slaa sig sammen om os. Den nye Koncertsal er frem for alt lys og fri. Det høje Loft næsten svæver paa fine, rigt gyldne Piller, Buerne ere store og luftige. Overalt er der rigelig Plads. Paa Gange, paa Trapper. Man har en behagelig Følelse af ikke at generes af hverandre."
Hellig-Hansen gik dog konkurs i 1884, og der blev dannet et aktieselskab, der overtog National Scala.
I 1890'erne blev teatret det væsentligste indhold. Restauranten hed nu Euterpe. En guldgraver hjemvendt fra USA, Thor Jensen, overtog bygningen, introducerede varieteen og omdøbte i 1898 stedet til La Scala. Nationals største koncertsal blev en overgang anset for at have den bedste varieté i Nordeuropa. Georg Lumbye, søn af H.C. Lumbye, havde ansvaret for orkestret.
Her optrådte bl.a. den amerikanske udbryderkonge Harry Houdini i 1901. Det store trækplaster var dog sangerinden Dagmar Hansen (1874-1959), der nød stor succes med sangen Oh Dagmar (1896).
I årene 1912-27 var Frede Skaarup direktør for og ejer af stedet, der som Scala-teateret oplevede en renæssance og blev berømt for sine overdådige operetter og revyer med populære navne som Carl Alstrup og Liva Weel på programmet. Den oprindelige indgang var fra Vester Farimagsgade (nu Axeltorv), men ved ombygningen til teater blev indgangen flyttet til Vesterbros Passage, dvs. Vesterbrogade. 
Det efterhånden nedslidte Scala-teater lukkede i 1930 og blev gennemgribende ombygget i 1931 ved ingeniør Christen Ostenfeld, hvor det skiftede navn fra National til National-Scala og blev en danserestaurant. Stedet blev endnu engang moderniseret i 1937 for at holde publikums interesse, men havde det efterhånden svært og lukkede endeligt i 1957 hvor det blev købt af Anva og nedrevet, for at give plads til et stormagasin.
I øvrigt var det i National Scala i 1944, at der for første gang var Luciaoptog i Danmark.